# Mighty Times: The Legacy of Rosa Parks
Mighty Times: The Legacy of Rosa Parks ist ein US-amerikanischer Kurz-Dokumentarfilm aus dem Jahr 2002 von Robert Houston. Die Produktion des Southern Poverty Law Centers behandelt Rosa Parks und den Busboykott von Montgomery.

## Handlung
Der Film behandelt Rosa Parks Rolle im Busboykott. Zunächst beschreibt er eine davor gelegene Begebenheit, bei der Rosa Parks gezwungen war hinten einzusteigen, obwohl sie schon vorne bezahlt hatte. Zeitzeugen berichten anschließend über die Lage in Montgomery beziehungsweise Alabama sowie über Rosa Parks Familie. Es folgt eine Beschreibung der Festnahme sowie des anschließenden Busboykotts.
Neben Archivaufnahmen von Rosa Parks, des Aktivisten E. D. Nixon und Martin Luther King kommen auch Zeitzeugen zu Wort sowie junge Schulkinder.

## Hintergrund
Der Film wurde vom Southern Poverty Law Center finanziert. Er wurde 2003 außerdem als Teil einer Lernbox veröffentlicht, der sich an Schulkinder der Mittel- und höheren Schule richtet. Zusammen mit weiteren Materialien soll er den Busboykott von Montgomery lebendig machen.
Bei der Oscarverleihung 2002 war der Film als Bester Dokumentar-Kurzfilm nominiert, verlor aber gegen Twin Towers. 2005 wurde der Film mit einem Daytime Emmy in der Kategorie „Children/Youth/Family Special“ ausgezeichnet, nachdem er auf HBO ausgestrahlt wurde.